# Giuseppe Maria Carretti
Giuseppe Maria Carretti (Bologna, 19 ottobre 1690 – Bologna, 7 giugno 1774) è stato un compositore italiano. Sacerdote in San Petronio (Bologna), studiò organo e canto figurato, e poi contrappunto con Floriano Arresti. Nel 1717 fu accolto nella Accademia Filarmonica come cantante e nel 1719 come compositore, servendo per sei volte come principe e in altri importanti uffici del sodalizio. Nel 1740 fu nominato maestro di cappella di San Petronio.

## Opere
| Controllo di autorità | VIAF (EN) 98968175 |